# Русс, Анна Борисовна
Анна Борисовна Русс (род. 18 февраля 1981, Казань) — российская поэтесса, сценаристка, актриса, певица и музыкант.

## Биография
Окончила Казанский государственный университет. Училась в Литературном институте им. Горького.
Стихи публиковались в журналах «Арион», «Континент», «Квадратное колесо», «Новый мир», «Октябрь», «Новое Литературное Обозрение» сборнике «Новые писатели России», альманахах «Анатомия ангела», «XXI поэт», «Братская колыбель» и др.
Участник многих поэтических фестивалей, международной франкфуртской книжной ярмарки и Венецианской Биеннале искусств (2010).
Основатель и автор текстов музыкальной группы «Попрыгун и гвозди». В сентябре 2019 года группа выпустила дебютный альбом «Криптолюбовь».

## Награды и премии
- Финалист Международного поэтического слэма в Париже (Grand Poetry Slam World Cup) (2021)[2].
- Победитель Всероссийского Поэтического Слэма в Москве (2021)[3][4].
- Неоднократный победитель поэтических слэмов, в частности, Большого слэма 2007 года (в паре с Геннадием Каневским).
- Лауреат премии «Дебют» (2002, номинация «Литература для детей»), попала в короткий список той же премии в номинации «Юмор» (2001)[1].
- Лауреат премии «Открытая Россия» (2004)
- Лауреат малой премии Бориса Соколова (2005)
- Первый лауреат Международной литературной премии «Звездный билет» (2008)[5].
- Лауреат премии молодёжный «Триумф» (2009).
- Победитель Всероссийского Слэма в Перми на фестивале SlovaNova (2011).
- Лауреат премии «Живая вода» (2007)[5].